# Пустоші
Пу́стоші (рос. Пустоши) — село у складі Орічівського району Кіровської області, Росія. Адміністративний центр Пустошинського сільського поселення.
Населення становить 559 осіб (2010, 524 у 2002).
Національний склад станом на 2002 рік — росіяни 98 %.